# Коблица
Коблица (укр. Коблиця) — село, входит в Бородянский район Киевской области Украины.
Население по переписи 2001 года составляло 52 человека. Почтовый индекс — 07800. Телефонный код — 8-04477. Занимает площадь 0,31 км². Код КОАТУУ — 3221085904.

## Местный совет
07810, Киевская обл., Бородянский р-н, с. Мирча, ул. Шевченко, 1